# 丁磊
丁磊（1971年10月1日—），中国IT业企业家，网易公司创始人，網易公司首席架構師。浙江宁波奉化人。他与张朝阳、王志东并称为网络三剑客。丁磊于2003年成為中國双榜首富（福布斯，胡润），是第一位從互聯網及遊戲起家的億萬富翁。诨名：“网络大少爷”，英文名：William Ding。他在《福布斯》2019年全球億萬富豪榜中名列第81位，資產達到147億美元。

## 生平
- 1993年，毕业于电子科技大学（原成都电讯工程学院），获工学学士学位[1]。
- 1993年－1995年，工作于浙江省宁波市电信局，为中國電信工程师。后自主辞职，南下广州创业。
- 1995年－1996年，工作于Sybase（美国著名数据库软件公司）广州公司，任技术支持工程师。
- 1996年－1997年，工作于广州飞捷公司。
- 1997年6月，创立网易公司[2]。
- 1997年－1998年，同时注册188.net、188.com、163.net、163.com、126.net、126.com等多个域名，几乎将优秀的数字域名一网打尽。
- 2000年3月，辞去网易首席执行官职位，出任联合首席技术执行官。
- 2001年3月，担任网易首席架构设计师[2]。
- 2003年，成為中國首富。
- 2005年11月，再次出任网易首席执行官[2]。

## 荣誉
- 2007年，《公益时报》“善行天下·2007中国慈善排行榜”颁奖典礼于中国人民大学如论讲堂举行，丁磊获选十大慈善家之一。[3]
- 2006年，获中国游戏产业最具影响力人物奖。[4]
- 2006年，获第三届“中国软件行业杰出青年”（共青团中央、信息产业部、全国青联主办）。[5]
- 2005年，获《南方周末》“公众形象榜”第一名。[6]
- 2004年，获亚太地区Wharton-Infosys技术变革先锋奖（WIBTA）。[7]

## 外部連結
- . 經濟日報. 2018-07-29  [2019-04-25]. （原始内容存档于2019-04-25）.